# Stuart Williams
Stuart Williams (Wrexham, 9 luglio 1930 – Southampton, 5 novembre 2013) è stato un calciatore e allenatore di calcio gallese, di ruolo difensore.

## Palmarès

### Giocatore

#### Competizioni nazionali
- Coppa d'Inghilterra: 1

West Bromwich: 1953-1954
- Community Shield: 1

West Bromwich: 1954

### Allenatore

#### Competizioni nazionali
- Campionato norvegese: 1

Viking: 1974